# Liste von Persönlichkeiten aus Yokohama
Diese Liste zählt Personen auf, die in der japanischen Stadt Yokohama geboren wurden oder längere Zeit vor Ort gewirkt haben.

## A
- Genpei Akasegawa (1937–2014), Künstler und Schriftsteller
- Akeboshi (* 1978), Pop- und Folkmusiker
- Keiiti Aki (1930–2005), Geophysiker und Seismologe
- Sayuri Anzu (* 1983), Fotomodell, Schauspielerin und Sängerin
- Jun Aoki (* 1956), Architekt
- Ikuma Arashima (1882–1974), Maler
- Tadanobu Asano (* 1973), Schauspieler
- Asukata Ichio (1915–1990), Rechtsanwalt und Politiker

## B
- Shishi Bunroku (1893–1969), Schriftsteller

## C
- Keiko Chiba (* 1948), Politikerin
- Tom Corcoran (1931–2017), US-amerikanischer Skirennläufer

## D
- Fumio Demura (1938–2023), Kampfkünstler

## E
- Masaki Ejima (* 1999), Stabhochspringer
- Masaru Emoto (1943–2014), Parawissenschaftler und Alternativmediziner
- Wataru Endō (* 1993), Fußballspieler
- Keita Endō (* 1997), Fußballspieler

## F
- Josemari Fujimoto (* 1975), Badmintonspieler
- Kosumo Fujino (* 2005), Fußballspieler
- Itto Fujita (* 1999), Fußballspieler
- Masahiro Fukuda (* 1966), Fußballspieler
- Sachiko Furuhata-Kersting (* 1975), Pianistin
- Satoshi Furukawa (* 1964), Astronaut

## G
- Azumaya Gorō (1920–2010), Mathematiker

## H
- Susumu Hanagata (* 1947), Boxer
- Setsuko Hara (1920–2015), Schauspielerin
- Daigo Hasegawa (* 1990), Dreispringer
- Kaii Higashiyama (1908–1999), Maler
- Bernhard Hoffmann (1871–1958), deutscher Verwaltungsjurist und Politiker
- Tomoru Honda (* 2001), Schwimmer
- Kōta Hoshi (* 1992), Fußballspieler
- Keitarō Hoshino (1969–2021), Boxweltmeister

## I
- Katsunori Iketani (* 1953), Autorennfahrer
- Otto Illies (1881–1959), Maler
- Imamura Shikō (1880–1916), Maler
- Antonio Inoki (1943–2022), Wrestler, Autor und Politiker
- Kazuhiko Inoue (* 1954), Synchronsprecher
- Miki Ishii (* 1989), Beachvolleyball- und Volleyballspielerin
- Akira Ishikawa (1931–2015), Rechtswissenschaftler
- Kōichi Isoda (1931–1987), Literaturkritiker und -wissenschaftler
- Kō Itakura (* 1997), Fußballspieler
- Teruo Iwamoto (* 1972), Fußballspieler

## K
- Mitsuyo Kakuta (* 1967), Schriftstellerin
- Akira Kamiya (* 1946), Synchronsprecher
- Yone Kamio (* 1971), Tennisspielerin
- Shunji Karube (* 1969), Leichtathlet
- Okazaki Katsuo (1897–1965), Diplomat und Politiker
- Genki Kawamura (* 1979), Filmproduzent, Drehbuchautor und Autor
- Crystal Kay (* 1986), Popsängerin
- Shirō Kayama (1900–1972), Maler
- Kikuta Kazuo (1908–1973), Schauspieler und Dramatiker
- Sōda Kiichirō (1881–1927), Wirtschaftstheoretiker
- Izumi Kimura (* 1973), Konzertpianistin
- Yukari Kinga (* 1984), Fußballspielerin
- Keiko Kishi (* 1932), Schauspielerin
- Yūki Kitai (* 1990), Fußballspieler
- Emiko Kiyosawa (* 1983), Skirennläuferin
- Tsunerō Kokuryō (1919–1999), Maler
- Hajime Komiyama (* 1982), Badmintonspieler
- Tōkō Kon (1898–1977), Schriftsteller und Politiker
- Masahiko Kondō (* 1964), Sänger, Schauspieler und Autorennfahrer
- Teruo Kono (1935–2000), Karate-Meister
- Tamami Koyake (* 1948), Jazzmusikerin
- Takehito Koyasu (* 1967), Synchronsprecher und Autor
- Kengo Kuma (* 1954), Architekt
- Keisuke Kunimoto (* 1989), Autorennfahrer
- Yūji Kunimoto (* 1990), Autorennfahrer
- Yūzō Kurihara (* 1983), Fußballspieler
- Mitsuko Kusabue (* 1933), Schauspielerin und Synchronsprecherin
- Hiroko Kuwata (* 1990), Tennisspielerin

## M
- Sairi Maeda (* 1991), Leichtathletin
- Yōta Maejima (* 1997), Fußballspieler
- Jun’ichi Masuda (* 1968), Videospiel-Komponist und Spielentwickler
- Tatsuo Matsumura (1934–2005), Schauspieler
- Naoya Matsuoka (1937–2014), Jazzmusiker
- Toshio Matsuura (* 1955), Fußballspieler
- Akimoto Matsuyo (1911–2001), Bühnenschriftstellerin
- Koki Matsuzawa (* 1992), Fußballspieler
- May J. (* 1988), Popsängerin
- Jun Mayuzuki (* 1983), Mangaka
- Toshirō Mayuzumi (1929–1997), Komponist
- Masaki Mori (* 1941), Mangaka
- Mitsuru Matsumura (* 1957), Eiskunstläufer
- Kōdai Minoda (* 1999), Fußballspieler
- Kōta Mizunuma (* 1990), Fußballspieler
- Paul Kazuhiro Mori (1938–2023), römisch-katholischer Weihbischof in Tokio
- Masahiko Morino (* 1978), Baseballspieler
- Toshiyuki Moriuchi (* 1970), Shōgi- und Schachspieler
- Kenji Moriyama (* 1991), Fußballspieler
- Norikazu Murakami (* 1981), Fußballspieler
- Takuya Muraoka (* 1990), Fußballspieler
- Murayama Kaita (1896–1919), Maler und Schriftsteller

## N
- Tomitaro Nachi (1924–2007), Lichtkünstler
- Yōhei Naitō (* 1988), Fußballspieler
- Hirotsugu Nakabayashi (* 1986), Fußballspieler
- Hiroshi Nakada (* 1964), Politiker
- Kumakichi Nakajima (1873–1960), Unternehmer und Politiker
- Reiko Nakamura (* 1982), Schwimmerin
- Seiji Nakamura (1935–2011), Maler
- Shunsuke Nakamura (* 1978), Fußballspieler
- Hiroaki Nakanishi (1946–2021), Manager
- Yūta Narawa (* 1987), Fußballspieler
- Yasuhiro Nightow (* 1967), Mangaka
- Yutaka Niida (* 1978), Boxer
- Risa Niigaki (* 1988), Popsängerin
- Sōichi Noguchi (* 1965), Astronaut
- Komakichi Nohara (1899–1950), Schriftsteller

## O
- Anna Ogino (* 1956), Schriftstellerin
- Hideyuki Ōhashi (* 1965), Boxer und Boxfunktionär
- Kensuke Ohira (* 1986), Organist und Dirigent
- Tsugutoshi Ōishi (* 1989), Fußballspieler
- Kenzo Okada (1902–1982), Maler
- Toshiki Okada (* 1973), Dramatiker und Theaterregisseur
- Okakura Kakuzō (1862–1913), Kunstwissenschaftler
- Masayuki Okano (* 1972), Fußballspieler
- Shizuka Okazaki (* 1992), Motorradrennfahrerin
- Rinka Ōno (1904–1982), Dichter
- Jirō Osaragi (1897–1973), Schriftsteller

## R
- Remo Rau (1927–1987), Komponist und Jazzmusiker

## S
- Kōnosuke Saijō (* 1931), Jazzmusiker
- Kōsuke Saitō (* 1997), Fußballspieler
- Sena Saito (* 2000), Fußballspieler
- Tsuyoshi Saitō (* 1945), Politiker
- Daisuke Sakata (* 1983), Fußballspieler
- Saho Sasazawa (1930–2002), Schriftsteller
- Marino Satō (* 1999), Autorennfahrer
- Shun Satō (* 1997), Fußballspieler
- Ton Satomi (1888–1983), Schriftsteller
- Maike Naomi Schnittger (* 1994), Schwimmerin
- Gerhard Schramm (1910–1969), deutscher Biochemiker und Virologe
- Kōji Sekimizu (* 1952), UN-Funktionär
- Toyokazu Shibata (* 1986), Dartspieler
- Toshio Shimao (1917–1986), Schriftsteller
- Tatsuhide Shimizu (* 1996), Fußballspieler
- Takashi Shogimen (* 1967), Historiker
- Emiko Sugi (1959–2007), Mangaka
- Ai Sugiyama (* 1975), Tennisspielerin
- Kawakami Sumio (1895–1972), Holzschnittkünstler
- Tatsuo Suzuki (1928–2011), Karate-Großmeister
- Tsuneo Suzuki (* 1941), Politiker
- Yūto Suzuki (* 1993), Fußballspieler

## T
- Yūta Tabuse (* 1980), Basketballspieler
- Yasunori Takada (* 1979), Fußballspieler
- Daisuke Takagi (* 1995), Fußballspieler
- Toshiyuki Takagi (* 1991), Fußballspieler
- Yoshiaki Takagi (* 1992), Fußballspieler
- Yuya Takagi (* 1998), Fußballspieler
- Motoo Takahashi (* 1941), Mathematiker
- Yūsuke Takahashi (* 1997), Tennisspieler
- Kota Takai (* 2004), Fußballspieler
- Hayate Take (* 1995), Fußballspieler
- Rina Takeda (* 1991), Schauspielerin
- Tōru Tanabe (* 1961), Opernsänger und Schauspieler
- Ryōji Tatezawa (* 1997), Mittel- und Langstreckenläufer
- Masashi Tazawa (* 1930), Botaniker
- Terada Tōru (1915–1995), Literatur- und Kunstkritiker
- Sabu Toyozumi (* 1943), Jazzmusiker
- Masaki Tsuchihashi (* 1972), Fußballspieler
- Kaito Tsuchiya (* 2006), Fußballspieler
- Taku Tsumugi (* 1964), Mangaka

## W
- Masashi Wada (* 1997), Fußballspieler
- Ryohei Wakizaka (* 1998), Fußballspieler
- Naomi Washizu (* 1983), Triathletin
- Satomi Watanabe (* 1999), Squashspielerin
- Yuta Watanabe (* 1994), Basketballspieler

## Y
- Tomohiko Yamada (1931–2001), Bankangestellter und Schriftsteller
- Renshi Yamaguchi (* 1992), Fußballspieler
- Fumio Yamamoto (1962–2021), Schriftstellerin
- Yōji Yamamoto (* 1943), Modedesigner
- Eri Yoshida (* 1992), Baseballspielerin
- Yuka Yoshida (* 1976), Tennisspielerin
- Kōzō Yūki (* 1979), Fußballspieler
- Makoto Yukimura (* 1976), Mangaka